# مرز آشوب
عبارت مرز آشوب اولین بار توسط دوین فارمر ریاضیدان استفاده شد. این عبارت اشاره به مفهوم پدیدهٔ گذاری دارد که اولین بار به وسیلهٔ کریستوفر لنگتون متخصص علوم کامپیوتر کشف شده بود. معنای این عبارت یک بازه از دینامیک سیستم است که با یک متغیر (مثلاً λ) مشخص می‌شود. کریستوفر لنگتون این متغیر را در یک اتوماتای سلولی به کار برد و مشاهده کرد که با تغییر این متغیر رفتار اتوماتا تغییر می‌کرد و یک گذار فاز را نشان می‌داد.